# Названия Пекина

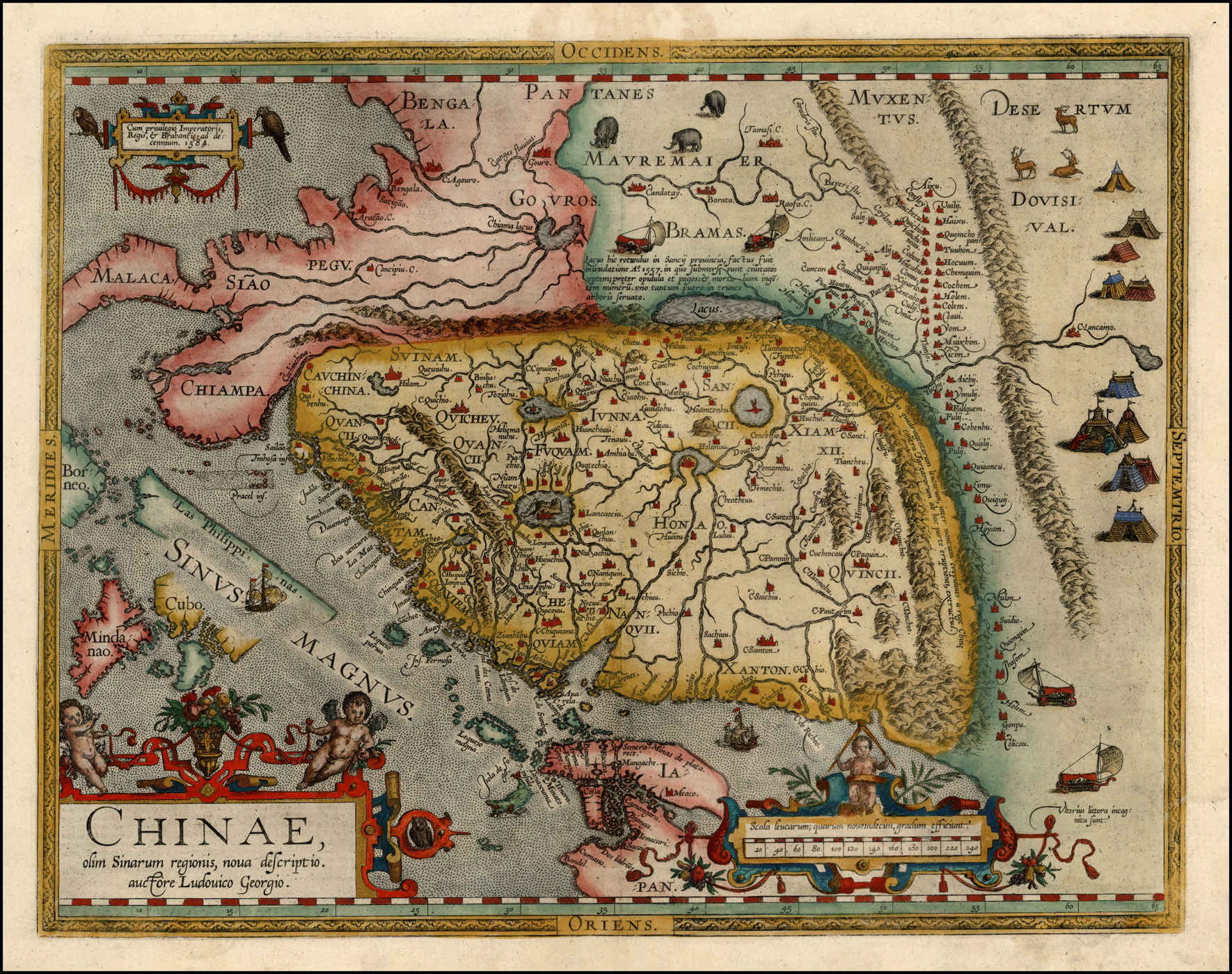
Карта Китая 1584 года, составленная Авраамом Ортелием (на основе рукописной карты Луиса Хорхе де Барбуда), на которой Пекин обозначен как «C[ivitas] Paquin» и расположен справа, где на карте находится север.

Пекин (в нормативном северном произношении — МФА: [peɪ̯˨˩˦t͡ɕiŋ]о файле, кит. 北京, пиньинь Běijīng, палл. Бэйцзин) буквально означает «Северная столица», следуя общей для Восточной Азии традиции, согласно которой столичный статус прямо отражается в названии. В русскоязычном употреблении закрепилась форма Пекин из принятого в европейских странах написания Peking, основанного на южнокитайском произношении этого названия. В старых русских источниках именовался Ханбалык.
Современное написание названия было принято для использования в КНР после утверждения пиньиня 11 февраля 1958 года на пятой сессии Всекитайского собрания народных представителей 1-го созыва. С 1 января 1979 года это название стало обязательным для всех изданий, выпускаемых в КНР для иноязычной аудитории. В течение следующего десятилетия эта форма постепенно была принята различными информационными агентствами, правительствами и международными организациями.

## Этимология
Название записывается иероглифами 北 («север») и 京 («столица»), которые вместе означают «Северная столица». Впервые это название было использовано во время правления императора империи Мин, правившего под девизом «Юнлэ», который сделал свою северную ставку второй столицей, наряду с Нанкином (南京, «Южная столица)», в 1403 году после успешного свержения своего племянника во время Войны ради преодоления трудностей. Название было восстановлено в 1949 году при основании Китайской Народной Республики.

## Транскрипция «Peking»
Романизированная транскрипция названия в форме Peking была создана французскими миссионерами XVII—XVIII веков. Так, в своём труде De Christiana expeditione apud Sinas (1615) Маттео Риччи называет город Pechinum (в английском переводе — Pequin). Peking появляется в «Описании империи Китая» (1735) Жан-Батиста Дюальда. Эти ранние написания могут отражать произношение на нанкинском диалекте, который использовался в качестве лингва франка в то время, или на различных других южных китайских диалектах (например, кантонском, хоккиене и хакка), которыми пользовались торговцы портовых городов, посещавшиеся европейскими купцами.
В английском языке транскрипция Peking была предпочтительной и доминирующей формой до 1970-х годов. Начиная с 1979 года китайское правительство поощряло замену системы Уэйда — Джайлза для письменного китайского языка на систему романизации пиньинь. В 1986 году газета «Нью-Йорк Таймс» приняла форму транскрипции Beijing, а вскоре её примеру последовали все основные СМИ США, в 1990 году на эту транскрипцию перешла Би-би-си. Лондонская газета Times использовала транскрипцию Peking до 1997 года, когда, по сообщению The Irish Times, «её корреспондент в Китае был вызван в Министерство иностранных дел [Китайской Народной Республики] и предупреждён, что сотрудничество с Times будет прекращено, если она не прекратит использовать транскрипцию Peking.Она сдалась». Транскрипция Peking в английском языке по-прежнему используется в качестве составной части прилагательного или словосочетания в таких терминах, как «пекинес» (англ. pekingese), «пекинская утка» (англ. Peking duck), Синантроп («пекинский человек», англ. Peking Man) и ряде других, а также сохраняется в названии Пекинского университета (англ. Peking University).
В других европейских языках транскрипция Peking или её вариации остаются общепринятым официальным названием города, например, Peking в немецком, шведском, голландском и венгерском языках, Pékin во французском, Pequim в португальском, Pechino в итальянском и т. д.

## Исторические названия Пекина
| Год                                                     | Название города   | Эпоха                          | Комментарий |
| ------------------------------------------------------- | ----------------- | ------------------------------ | --- |
| ок. 1045 до н. э.                                       | Цзичэн 薊城       | Чжоу, Сражающиеся царства      | Город был столицей царства Цзи и царства Янь. |
| 221 до н. э.                                            | Цзичэн 薊城       | Цинь                           | Во времена империи Цинь город Цзи служил административным центром округа Гуаньян (广阳郡). |
| 106 до н. э. — 318 н. э.                                | Цзичэн Ючжоу 幽州 | Хань, Вэй, Западная Цзинь (晉) | Во времена Восточной Хань, Ючжоу, как одна из 12 провинций, включала 12 подчиненных округов, включая Гуаньян. В 24 году нашей эры император Лю Сю перенёс свой трон из уезда Цзи (современный Тяньцзинь) в город Цзи (современный Пекин). В 96 г. н. э. город Цзи стал местом размещения властей и округа Гуаньян, и провинции Ючжоу. Царство Вэй реорганизовало и децентрализовало управление округами, входившими в Ючжоу. Округ Гуаньян стал уделом Янь (燕国), который состоял из четырёх уездов: Цзи, Чанпин, Цзунду и Гуаньян, и управлялся из города Цзи. Округ Фаньян управлялся из уезда Чжо. Округ Юйян управлялся из Юйюаня (в настоящее время — пекинский район Хуайжоу), округ Шангу управлялся из Цзюйюна (в настоящее время — пекинский район Яньцин). |
| 319                                                     | Цзичэн Ючжоу 幽州 | Поздняя Чжао                   | В 319 году Ши Лэ захватил Ючжоу у Дуань Пиди. |
| 350                                                     | Цзичэн Ючжоу 幽州 | Восточная Цзинь (晉)           | В 350 году Мужун Чун захватил Ючжоу, чтобы вернуть контроль империи Цзинь над северным Китаем. |
| 352-57                                                  | Цзичэн Ючжоу 幽州 | Ранняя Янь                     | С 352 по 357 год город Цзи вновь был столицей. |
| 370                                                     | Цзичэн Ючжоу 幽州 | Ранняя Цинь                    | |
| 385                                                     | Цзичэн Ючжоу 幽州 | Поздняя Янь                    | Во втором лунном месяце 385 года Мужун Чуй отбил Ючжоу у Ранней Цинь. |
| 397                                                     | Цзичэн Ючжоу 幽州 | Северные династии              | В 397 году Северная Вэй захватила Цзи у Поздней Янь и основала первую из Северных династий. |
| 607                                                     | Чжоцзюнь 涿郡     | Суй                            | Во времена империи Суй Ючжоу стал округом Чжоцзюнь. |
| 616                                                     | Ючжоу             | Тан                            | Во времена империи Тан место размещения властей Ючжоу оставалось тем же самым, но меняло названия. В 616 году она называлась Ючжоу Цзунгуаньфу (幽州总管府), в 622 году — Ючжоу Дацзунгуаньфу (幽州大总管府), в 624 году — Ючжоу Дадудуфу (幽州大都督府) и в 626 году — Ючжоу Дудуфу (幽州都督府). С 710 года власти в Ючжоу стал возглавлять цзедуши (аналог генерал-губернатора). В 742 году Ючжоу был переименован в округ Фаньян (范阳郡). В 759 году, во время мятежа Ань Лушаня, Ши Сымин провозгласил себя императором Великой Янь и провозгласил Фаньян «столицей Янь». После подавления восстания резиденцией правительства стал город Ючжоу Лулун Дудуфу (幽州卢龙都督府).                                                                                  |
| 742                                                     | Фаньян 范阳       | Тан                            | |
| 759                                                     | Яньцзин 燕京      | Тан                            | |
| 765                                                     | Ючжоу             | Тан                            | |
| 907                                                     | Ючжоу             | Поздняя Лян                    | |
| 911-13                                                  | Ючжоу             | Янь (5 династий)               | |
| 913                                                     | Ючжоу             | Поздняя Лян                    | |
| 923                                                     | Ючжоу             | Поздняя Тан                    | |
| 936                                                     | Ючжоу             | Поздняя Цзинь                  | |
| 938                                                     | Наньцзин 南京     | Ляо                            | До 1012 года назывался Наньцзин Юдуфу (南京幽都府), потом название было изменено на Наньцзин Сицзиньфу (南京析津府). |
| 1122                                                    | Наньцзин 南京     | Северная Ляо                   | |
| Яньцзин                                                 | Цзинь (金)        |                                | |
| Яньцзин                                                 | 1122              |                                | |
| 1123                                                    | Яньшань 燕山      | Сун                            | |
| 1125                                                    | Яньцзин           | Цзинь (金)                     | |
| 1151                                                    | Чжунду 中都       | Цзинь (金)                     | После 1151 года столица империи Цзинь была перемещена из Шанцзина в Яньцзин, который был переименован в Чжунду, полное название — Чжунду Дасинфу (中都大兴府). |
| 1215                                                    | Яньцзин           | Юань                           | В 1215 году был взят и сожжён монголами |
| 1271                                                    | Даду 大都         | Юань                           | В 1264 году Хубилай решил отстроить его под собственную столицу Ханбалык. В 1271 году Хубилай-хан переименовал город в Даду. |
| 1368                                                    | Бэйпин 北平       | Мин                            | Резиденция местных властей в Бэйпине (позднее Бэйцзине) называлась Шуньтяньфу (顺天府). |
| 1403                                                    | Бэйцзин 北京      | Мин                            | Резиденция местных властей в Бэйпине (позднее Бэйцзине) называлась Шуньтяньфу (顺天府). |
| 1420                                                    | Бэйцзин 北京      | Мин                            | Резиденция местных властей в Бэйпине (позднее Бэйцзине) называлась Шуньтяньфу (顺天府). |
| 1644                                                    | Бэйцзин 北京      | Цин                            | |
| 1912                                                    | Бэйцзин 北京      | Китайская республика           | |
| 1928                                                    | Бэйпин            | Китайская республика           | |
| 1937-40                                                 | Бэйцзин           | Китайская республика           | В 1937 году город был переименован в «Бэйцзин» Временным правительством Китайской Республики — марионеточным органом, созданным японцами на оккупированной ими территории Северного Китая. Городу было возвращено название «Бэйпин» после поражения Японии во Второй мировой войне. |
| 1945                                                    | Бэйпин            | Китайская республика           | В 1937 году город был переименован в «Бэйцзин» Временным правительством Китайской Республики — марионеточным органом, созданным японцами на оккупированной ими территории Северного Китая. Городу было возвращено название «Бэйпин» после поражения Японии во Второй мировой войне. |
| 1949- настоящее время                                   | Бэйцзин           | Китайская Народная Республика  | |
| Столица региональной династии или царства Столица Китая |                   |                                | |